# Prkos Lasinjski
Prkos Lasinjski is een plaats in de gemeente Lasinja in de Kroatische provincie Karlovac. De plaats telt 38 inwoners (2001).